# El Hito
El Hito è un comune spagnolo di 173 abitanti situato nella comunità autonoma di Castiglia-La Mancia.